# Arrondissements de l'Aveyron
Le département de l'Aveyron comprend trois arrondissements.

## Composition
| Nom                                        | Code Insee | Superficie (km2) | Population (dernière pop. légale) | Densité (hab./km2) | Modifier             |
| ------------------------------------------ | ---------- | ---------------- | --------------------------------- | ------------------ | -------------------- |
| Arrondissement de Millau                   | 121        | 3 741,70         | 79 679 (2022)                     | 21                 | modifier les données |
| Arrondissement de Rodez                    | 122        | 2 869,70         | 112 791 (2022)                    | 39                 | modifier les données |
| Arrondissement de Villefranche-de-Rouergue | 123        | 2 123,70         | 87 266 (2022)                     | 41                 | modifier les données |
| Aveyron                                    | 12         | 8 735,00         | 279 736 (2022)                    | 32                 | modifier les données |

## Histoire
- 1790 : création du département avec neuf districts : Aubin, Millau, Mur-de-Barrez, Rodez, Saint-Affrique, Saint-Geniez, Sauveterre, Severac, Villefranche ;
- 1800 : création des arrondissements : Espalion, Millau, Rodez, Saint-Affrique, Villefranche ;
- 1926 : suppression des arrondissements d'Espalion et Saint-Affrique.
- 2017 : les 3 arrondissements sont modifiés pour tenir compte du nouveau découpage des intercommunalités[1].